# Ellie Lust

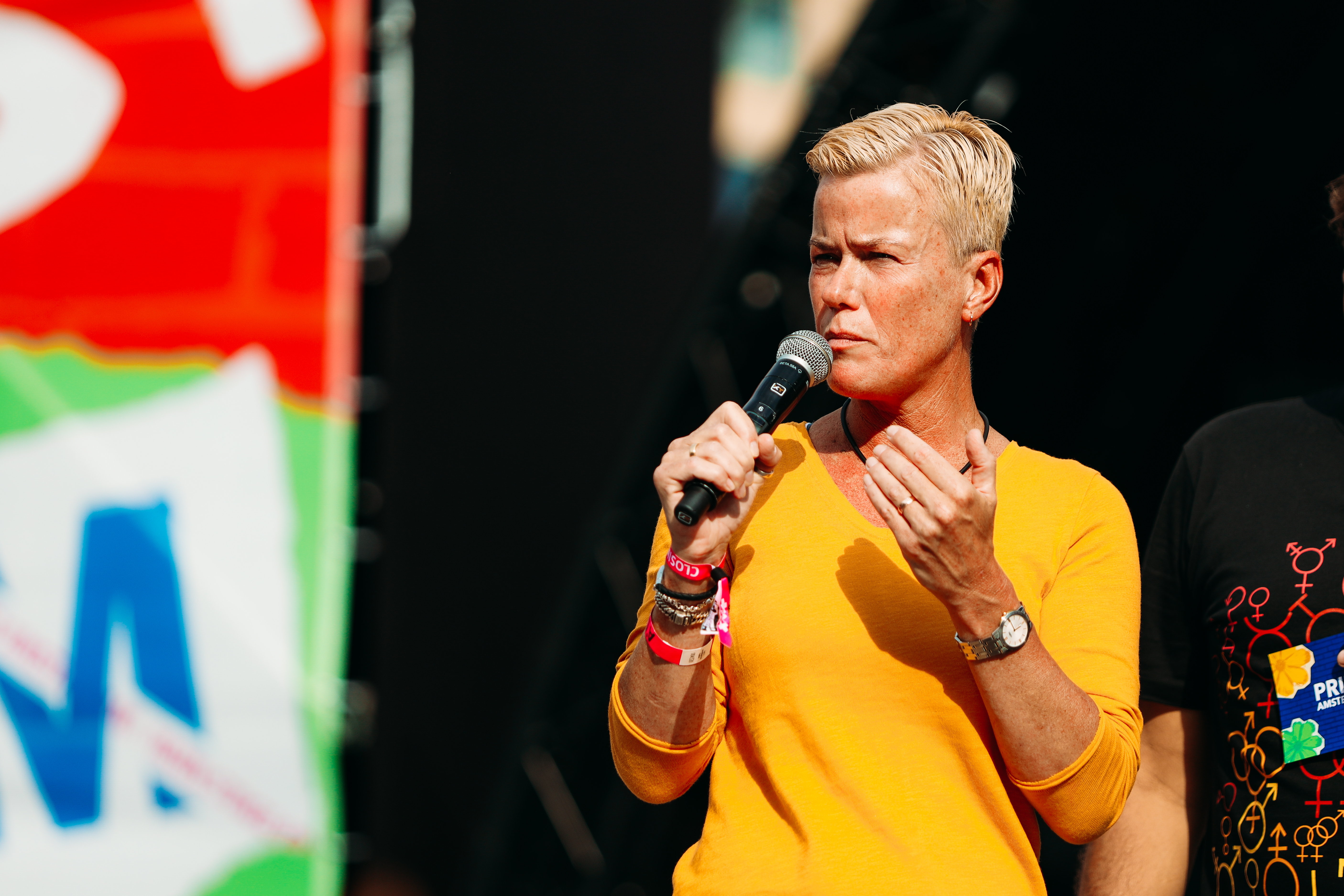
Lust tijdens Pride Amsterdam (2019)

Ellie Lust (Amsterdam, 17 september 1966) is een Nederlands televisiepersoonlijkheid. Ze was tot in 2018 politiefunctionaris in de rang van inspecteur. Als woordvoerder voor de politie in Amsterdam was ze regelmatig te zien en te horen in nieuwsitems en in Opsporing Verzocht. 

## Levensloop

### Jeugd en opleiding
Lust groeide op in een gezin met een tweelingzus en een oudere broer in Oostzaan. Ze volgde het vwo op het Zaanlands Lyceum. Van 1987 tot 1989 doorliep ze de politieschool in Amsterdam. Dit combineerde ze met haar carrière als volleybalster bij diverse clubs binnen Nederland, waaronder SV Dynamo en het nationale team. In 1998 brak ze echter haar sportcarrière af wegens persoonlijke omstandigheden.

### Politiewerk
Bij de politie werkte ze 20 jaar op straat, onder andere als wijkagent. Haar eerste optreden als politiewoordvoerder in een opsporingsprogramma was in Ter Plaatse op RTV Noord-Holland. Later verscheen ze ook bij AT5. Sinds 2007 kreeg ze landelijke bekendheid bij onder andere Opsporing Verzocht en in het NOS Journaal. In september 2018 stapte zij op bij de politie. Ze mocht van haar chef bij de politie haar baan bij de politie niet langer combineren met haar tv-werk en koos voor het laatste.

### Televisiewerk
In 2016 was ze een van de kandidaten in Wie is de Mol?. Ze kreeg hiervoor speciale toestemming van haar werkgever, die deelname als een uitgelezen mogelijkheid zag het imago van de politie te verbeteren. Ze kwam in het nieuws toen ze in de tweede aflevering het woord "etherdiscipline" introduceerde, verwijzend naar de wijze van communiceren via de portofoon. In de vierde aflevering viel ze af.
Van 2018 tot en met 2020 was ze drie seizoenen te zien met haar eigen televisieprogramma Ellie op Patrouille op NPO 1, waarin ze met politiemensen in andere landen meedraait. In de documentaire Ellie aan de Verkeerde Kant, op 29 juli 2019 uitgezonden op NPO 3, ging ze in gesprek met slachtoffers van geweld tegen de lhbt-gemeenschap en daders die schuldig maakten aan homodiscriminatie en -geweld. 
Lust is medepresentator van de jaarlijkse Canal Parade in Amsterdam. Op 3 augustus 2019 was zij verslaggever bij de botenparade van de Pride Amsterdam, die live uitgezonden werd op televisie.
Vanaf 7 oktober 2019 presenteerde ze haar nieuwe programma Ellie in de Handel, waarin ze liet zien hoe de illegale handel in Nederland wordt aangepakt. In 2020 was zij deelnemer aan De S.P.E.L.show en aan de quiz Het zijn net mensen. Ook was zij te gast bij Op1, Jinek en Beau. In september 2020 nam ze deel aan het jubileumseizoen van Wie is de Mol?. Evenals bij haar eerdere deelname aan dat programma in 2016 viel ze in de vierde aflevering af.
Sinds mei 2021 is Lust vaste deskundige bij het RTL5-programma 112 Vandaag. Op 2 augustus 2021 presenteerde ze de Pride Test voor BNNVARA. In het dat jaar verschenen boek Als je maar gelukkig bent, dat interviews bevat die Jessica van Geel samen met Robbert Blokland voerde, is Lust een van degenen met wie genoemden gesprekken voerden.
In het najaar van 2023 verscheen het filosofische jeugdboek Alles wat (niet) mag, dat Ellie samen schreef met Stine Jensen. De illustraties werden gemaakt door Zilveren Penseel-winnaar Marijke Klompmaker. In 2024 won ze in de categorie Bekende Nederlanders het Groot Dictee der Nederlandse Taal (met achttien fouten).
Op 25 december 2024 was Lust te gast bij de NPO Radio 2 Top 2000.
In 2025 begon ze de tv-serie Opgelicht In De Liefde?

### Andere maatschappelijke activiteiten
Tijdens haar carrière heeft Lust zich ingezet voor een 'rechtvaardige' plek binnen de maatschappij voor homoseksuelen. Zij was voorzitter van het initiatief Roze in Blauw. Ook verleende ze haar medewerking aan de documentaire Proud to be your Friend van Chris Belloni, waarbij Lust en andere leden van Roze in Blauw werden gevolgd. Ze werd herhaaldelijk onderscheiden. In 2011 werd zij uitgeroepen tot lesbiCOONingin door Stichting Ondersteboven. In 2016 won zij de Kleurrijke Top 100 Prijs en het Roze Lieverdje. In 2017 kreeg zij de Jos Brink Oeuvre Prijs.

## Boek
In november 2019 bracht ze bij Ambo/Anthos uitgevers een boek uit onder de titel Ellie Lust: Mijn jaren bij de politie.